# Muurschriftmos
Het muurschriftmos (Arthonia calcarea) is een schriftmos uit de familie Arthoniaceae. Het leeft in symbiose op steen met de alg Trentepohlia. Het komt met name voor op vochtige, schaduwrijke kalksteen, mortel, bot of met bodem verrijkte rotsen.

## Kenmerken
Het thallus  is dun, fijn gebarsten of glad, soms volledig ingezonken. Het oppervlak is wit, grijs, lichtgroen-roze of roestig okerkleurig. Het heeft de volgende kenmerkende kleurreacties: C–, K–, KC–, Pd–, UV–. De prothallus is onopvallend, soredia en isidia zijn afwezig.
De asci zijn achtsporig. De ascosporen zijn hyaliene, tamelijk dikwandig, glad, zonder epispore en meten 16-20 (-24) × 4-5 (-6.5) µm.

## Verspreiding
In Nederland komt het vrij algemeen voor. Het is niet bedreigd en staat niet op de rode lijst.